# Здравствуй, мальчик Бананан
«Здра́вствуй, ма́льчик Банана́н» — песня из магнитоальбома «Банановые острова» (1983), композиция, сочинённая и записанная Юрием Чернавским совместно с группой «Весёлые ребята» в 1982 году. В написании слов этой песни, помимо Юрия Чернавского, принимали участие Сергей Рыжов и Владимир Матецкий.

## Содержание песни
В песне поётся от первого лица о странном существе размером «не больше спичечной коробки (даже чуть-чуть поменьше)», обитающем в телефонной трубке, по имени Мальчик Бананан — так представился он сам, после того как залез в стакан, напился и спрыгнул на тахту. Появления такого существа, несмотря на его размеры, испугало рассказчика, от имени которого ведётся повествование.
Далее Мальчик Бананан, забравшись на старый диван, «рассказал, что круглый сирота он / Что раньше, у него был папа Бананана, / И что теперь осталась только мама-телефон. / Что скоро он уедет далеко — / Так жить невмоготу», после чего рассказчик заключил: «Ведь это нелегко — Сидеть и делать ту-ту-ту». С тех пор Мальчик Бананан начал заходить к герою песни «в неделю раза два, и мы всегда, всегда вдвоём решаем наши дела».
После инструментального проигрыша герой песни начинает обзванивать различные номера и спрашивать, нет ли у них Мальчика Бананана. Наконец, третий из тех, кому он позвонил с таким вопросом, ответил: «Нет, а разве он не у вас?». Поискав, герой песни находит Мальчика Бананана.

## История создания
Идея о вымышленном герое песни мальчике Бананане принадлежит Юрию Чернавскому и Сергею Рыжову:

Легенда гласит, что Чернавский, работая ещё в «Динамике», зашёл как-то утром в гостиничный номер к Рыжову и спросил: «Старик, я опять про бананы. Вот придумал такого ма-а-аленького мальчика, который живёт в телефонной трубке и делает ту-ту-ту. Как ты думаешь, как его зовут?» Рыжов покрутил носом во сне и, не открывая глаз, пробормотал «бана-н-нан». Повернулся к стенке и опять уснул… Никто тогда даже не мог подозревать, какой резонанс будут иметь «банановые приключения».— Ю. А. Чернавский «Архивы Банановых островов». Том I
Первоначально планировалось наложить текст «Мальчика Бананана» на мелодию «Зебры», другой песни того же альбома, а также рассматривался вариант исполнения песни Сергеем Рыжовым. Как отмечает журналист и музыкальный продюсер А. Кушнир, «одно время предполагалось, что все вокальные партии исполнит Александр Буйнов. Однако сам Буйнов петь „подобный абсурд“ застеснялся…» По рассказам Игоря Гатауллина, участвовавшего в записи этой песни и альбома в целом, «когда Юра принёс демозапись, где он сам всё спел, мы в один голос сказали, что не надо ничего менять, никому другому не надо ничего петь! Пусть всё останется так, как оно есть!».
Запись композиции, окрещённой Александром Кушниром «шизофреническим электропопом», была осуществлена следующим образом:
…«Мальчик Бананан» был рождён из двух дублей, в одном из которых более энергично была сыграна первая половина, а в другом — вторая. Затем эти фрагменты были склеены, а место склейки замаскировано реальным телефонным разговором, состоявшимся между Чернавским и его сыном Димкой.
…Гитарный рифф к песне «Мальчик Бананан» был сочинён Игорем Гатауллиным — под беспрецедентным давлением Чернавского, который не отставал от гитариста до тех пор, пока тот не придумал нечто действительно стоящее.

## Дальнейшая судьба песни
Композиция крутилась на многочисленных советских дискотеках того времени. По опросам, сделанным Артемием Троицким зимой 1984 года среди ведущих диск-жокеев Москвы и Ленинграда, песня «Здравствуй, мальчик Бананан» заняла первое место среди танцевальных хитов СССР.
Именно эту песню проекта Чернавского—Матецкого, а также «Банановые острова» и «Робот» непродолжительное время исполняли «Весёлые ребята» на своих концертах в СССР. Все композиции альбома были включены в программу концертов группы лишь на гастролях на Кубе. При этом «Мальчика Бананана» пел Сергей Рыжов.
Новую жизнь песне принёс фильм кинорежиссёра Сергея Соловьёва «Асса», вышедший в широкий прокат 16 сентября 1988 года. Песня определила рабочее название кинокартины («Здравствуй, мальчик Бананан!»), звучала первой среди музыкальных композиций фильма, а его главный герой, которого сыграл Сергей «Африка» Бугаев, носил прозвище Бананан.
Однако, по некоторым оценкам, песня в кинокартине не была донесена до зрителя на нужном концептуальном уровне:
«Мальчик Бананан», к сожалению, невнятно прозвучал в «Ассе» Соловьёва. Замечательный режиссёр, увлёкшийся в своё время БГ и всем «этаким», свалил в кино всю музыку в кучу. А «Бананан» — это не «Африка», это глубже, как Азия. Его нужно слушать либо отдельно, либо — внутри всего альбома. Он — гвоздь.
Кроме того, по словам Владимира Матецкого появление песни в фильме и в официальном саундтреке не было с ним согласовано, она была использована без разрешения авторов.
Несмотря на новый всплеск популярности песни, «Весёлые ребята» прекратили играть «Мальчика Бананана» и другие композиции альбома «Банановые острова». В связи с этим музыкальный критик Владимир Марочкин указывает:
Почему же Слободкин отказался от проекта «Банановые острова», который в 1983 году стал распространяться по андерграунду? Ведь известно, что именно образ Мальчика Бананана послужил Сергею Соловьёву отправной точкой для съёмок культового фильма «АССА», в котором представлена «молодёжная» версия начала «перестройки». Действительно ли Слободкин ошибся? «Такое впечатление, что он просто примерил костюм „мальчика“ на себя, — считает социолог Андрей Игнатьев, — и костюмчик ему явно не подошёл». Действительно, это явно прикид для «Паши», а не «Павла Яковлевича»…
В 1990 году по заказу Центрального телевидения СССР в СПМ «Рекорд» был снят телефильм «Здравствуй, мальчик Бананан!» (режиссёр Матвей Аничкин), в котором песня, давшая название фильму, была впервые показана во всесоюзном масштабе в авторском исполнении.
Рассматривая значение песни и всего альбома «Банановые острова» в истории советской эстрадной музыки, Сергей Челяев замечает:
И я до сих пор не понимаю и поражаюсь: как же он, этот мальчик Бананан, всё-таки умудрялся сидеть в трубке телефона и делать «ту-ту-ту»?!! И причём мне не стыдно своего невежества, ей-Богу!
В начале 2000-х годов композиция исполнялась на концертах и записывалась группой «VR13» в рамках студийной работы над кавер-версией альбома «Банановые острова». 23 мая 2003 года этот музыкальный коллектив выпустил альбом «Здравствуй, мальчик Бананан» в память о Сергее Рыжове (16 июня 1956 года — 24 января 2003 года). Группа «VR13» продолжает исполнять эту песню.
В 2018 году, на концерте-посвящении Юрию Чернавскому «Возвращение на Банановые острова», песню исполнил Александр Горчилин.

## Участники записи
- Юрий Чернавский — ведущий вокал, синтезаторы, саксофон, саунд-инженер (вокал, голоса, соло-инструменты), сведение, мастеринг
- Игорь Гатауллин — соло- и ритм-гитара
- Сергей Рыжов — бас-гитара, бэк-вокал, группа брейншторминга
- Александр Буйнов — клавишные, бэк-вокал, группа брейншторминга
- Юрий Китаев — барабаны, перкуссия
- Дима Чернавский — голос
- Валерий Андреев — саунд-инженер (инструментальная группа)
- Юрий Богданов — мастеринг

«Malchik Bananan» (L.A.). Слева направо:
Serge, Stephan, Yury G, Young Buck, Sticky Fingaz

В записи варианта песни для кинофильма «Асса» также участвовал Георгий «Густав» Гурьянов, исполнивший соло на барабанах.

## Другие исполнители
- Ансамбль «Весёлые ребята» — солист Сергей Рыжов (в гастролях по Советскому Союзу и на Кубе)[4][6];
- группа «VR13», Москва (2003) — солисты Сергей Рыжов[11] и Игорь Гатауллин[14];
- группа «Ранетки» (2007)[18][19][20].